# Jang Kyung-jin
Jang Kyung-Jin est un footballeur sud-coréen né le 31 août 1983.